# 細川凌平
細川 凌平（ほそかわ りょうへい、2002年4月25日 - ）は、京都府京都市出身のプロ野球選手（内野手、外野手）。右投左打。北海道日本ハムファイターズ所属。

## 経歴

### プロ入り前
実家は京都市で1919年創業の、保津川下りを楽しむ船に横付けし、酒や食べ物を販売する水上売店船「琴ヶ瀬茶屋」を営んでいる。
京都市立嵐山小学校2年の時に野球を始め、京都市立嵯峨中学校では京都東山ボーイズに入団し、ボーイズ日本代表に選ばれて世界大会で優勝。
進学した智辯和歌山高等学校では1年夏の第100回全国高等学校野球選手権大会に出場。1年秋から中堅手のレギュラー。2年時は春夏連続で甲子園に出場し、第91回選抜高等学校野球大会ではベスト8に貢献。第101回全国高等学校野球選手権大会は3回戦敗退したが、2回戦の明徳義塾戦では、決勝の3点本塁打を放っている。2年秋に遊撃手に転向し、チームの主将も務めた。3年時は出場を決めていた第92回選抜高等学校野球大会と第102回全国高等学校野球選手権大会が新型コロナウイルス感染症(COVID-19)の流行と感染拡大のため中止となった。第102回選手権大会の代替大会として開催された2020 夏 高校野球和歌山大会でも優勝しているため両大会に出場していれば同期の池田泰騎とともに智辯和歌山の1学年上級生である黒川史陽、西川晋太郎、東妻純平の3人に次ぐ同校5(6)人目、全体でも13(14)人目の甲子園個人5季連続出場となっていた。
2020年10月26日に行われたプロ野球ドラフト会議において、北海道日本ハムファイターズから4位指名を受け、11月30日に契約金3500万円、年俸520万円（推定）で仮契約した。背番号は56。

### 日本ハム時代
2021年は、右手有鈎骨の骨折もあり、イースタン・リーグでは28試合の出場にとどまったものの打率.209・1本塁打・10打点を記録。その後はフェニックスリーグへ参加していたが、10月18日に一軍初昇格となり、同日の東北楽天ゴールデンイーグルス戦に「8番・遊撃手」でプロ初出場・初先発出場を果たすと第2打席でプロ初安打を放った。昇格後の9試合には全て出場、うち6試合はスタメンで起用され、打率.200を記録。オフに50万円増となる推定年俸570万円で契約を更改した。

## 選手としての特徴・人物
シャープかつ柔らかいスイングから広角に打てる技術を持つ。プロ入りを見据えた監督の助言があり、2年秋の秋季大会後に外野から遊撃に転向したユーティリティープレイヤー。50m走5秒8の俊足で判断状況に長け、積極果敢な走塁も魅力。
愛称は「ホソ」、「ホソロー」。
矢沢永吉の大ファン。
幼少期から憧れの野球選手はイチローで、高校時代には彼から直々に指導を受けている。

## 詳細情報

### 年度別打撃成績
| 年 度     | 球 団     | 試 合 | 打 席 | 打 数 | 得 点 | 安 打 | 二 塁 打 | 三 塁 打 | 本 塁 打 | 塁 打 | 打 点 | 盗 塁 | 盗 塁 死 | 犠 打 | 犠 飛 | 四 球 | 敬 遠 | 死 球 | 三 振 | 併 殺 打 | 打 率 | 出 塁 率 | 長 打 率 | O P S |
| --------- | --------- | ----- | ----- | ----- | ----- | ----- | -------- | -------- | -------- | ----- | ----- | ----- | -------- | ----- | ----- | ----- | ----- | ----- | ----- | -------- | ----- | -------- | -------- | ----- |
| 2021      | 日本ハム  | 9     | 26    | 25    | 2     | 5     | 0        | 0        | 0        | 5     | 0     | 0     | 1        | 0     | 0     | 1     | 0     | 0     | 12    | 0        | .200  | .231     | .200     | .431  |
| 2022      | 日本ハム  | 20    | 48    | 41    | 5     | 7     | 1        | 2        | 0        | 12    | 2     | 0     | 0        | 3     | 0     | 4     | 0     | 0     | 14    | 1        | .171  | .244     | .293     | .537  |
| 2023      | 日本ハム  | 60    | 112   | 97    | 11    | 21    | 5        | 1        | 1        | 31    | 10    | 1     | 2        | 8     | 0     | 7     | 0     | 0     | 26    | 0        | .216  | .269     | .320     | .589  |
| 2024      | 日本ハム  | 51    | 64    | 54    | 4     | 12    | 1        | 0        | 0        | 13    | 5     | 3     | 1        | 4     | 2     | 4     | 0     | 0     | 11    | 0        | .222  | .267     | .241     | .507  |
| 通算：4年 | 通算：4年 | 140   | 250   | 217   | 22    | 45    | 7        | 3        | 1        | 61    | 17    | 4     | 4        | 15    | 2     | 16    | 0     | 0     | 63    | 1        | .207  | .260     | .281     | .541  |

- 2024年度シーズン終了時

### 年度別守備成績
内野守備
| 年 度 | 球 団    | 一塁  | 一塁  | 一塁  | 一塁  | 一塁  | 一塁     | 二塁  | 二塁  | 二塁  | 二塁  | 二塁  | 二塁     | 三塁  | 三塁  | 三塁  | 三塁  | 三塁  | 三塁     | 遊撃  | 遊撃  | 遊撃  | 遊撃  | 遊撃  | 遊撃     |
| 年 度 | 球 団    | 試 合 | 刺 殺 | 補 殺 | 失 策 | 併 殺 | 守 備 率 | 試 合 | 刺 殺 | 補 殺 | 失 策 | 併 殺 | 守 備 率 | 試 合 | 刺 殺 | 補 殺 | 失 策 | 併 殺 | 守 備 率 | 試 合 | 刺 殺 | 補 殺 | 失 策 | 併 殺 | 守 備 率 |
| ----- | -------- | ----- | ----- | ----- | ----- | ----- | -------- | ----- | ----- | ----- | ----- | ----- | -------- | ----- | ----- | ----- | ----- | ----- | -------- | ----- | ----- | ----- | ----- | ----- | -------- |
| 2021  | 日本ハム | -     | -     | -     | -     | -     | -        | -     | -     | -     | -     | -     | -        | -     | -     | -     | -     | -     | -        | 8     | 4     | 19    | 1     | 3     | .958     |
| 2022  | 日本ハム | -     | -     | -     | -     | -     | -        | 9     | 8     | 16    | 0     | 1     | 1.000    | 5     | 1     | 4     | 0     | 0     | 1.000    | 2     | 1     | 7     | 1     | 1     | .889     |
| 2023  | 日本ハム | 1     | 1     | 0     | 0     | 0     | 1.000    | 20    | 17    | 25    | 2     | 4     | .955     | 7     | 2     | 1     | 0     | 0     | 1.000    | 6     | 6     | 15    | 3     | 1     | .875     |
| 2024  | 日本ハム | 7     | 10    | 0     | 0     | 0     | 1.000    | 11    | 15    | 21    | 1     | 4     | .973     | 7     | 0     | 4     | 0     | 0     | 1.000    | 2     | 1     | 2     | 1     | 0     | .750     |
| 通算  | 通算     | 8     | 11    | 0     | 0     | 0     | 1.000    | 40    | 40    | 62    | 3     | 9     | .971     | 19    | 3     | 9     | 0     | 0     | 1.000    | 18    | 12    | 43    | 6     | 5     | .902     |

外野守備
| 年 度 | 球 団    | 外野  | 外野  | 外野  | 外野  | 外野  | 外野     |
| 年 度 | 球 団    | 試 合 | 刺 殺 | 補 殺 | 失 策 | 併 殺 | 守 備 率 |
| ----- | -------- | ----- | ----- | ----- | ----- | ----- | -------- |
| 2022  | 日本ハム | 4     | 5     | 0     | 0     | 0     | 1.000    |
| 2023  | 日本ハム | 22    | 33    | 2     | 1     | 0     | .972     |
| 2024  | 日本ハム | 27    | 30    | 1     | 1     | 0     | .969     |
| 通算  | 通算     | 53    | 68    | 3     | 2     | 0     | .973     |

- 2024年度シーズン終了時

### 記録
初記録
- 初出場・初先発出場：2021年10月18日、対東北楽天ゴールデンイーグルス25回戦（楽天生命パーク）、「8番・遊撃手」で先発出場
- 初打席：同上、2回表に西口直人から空振り三振
- 初安打：同上、4回表に西口直人から中前安打
- 初打点：2022年9月16日、対オリックス・バファローズ25回戦（京セラドーム大阪）、8回表に吉田凌から右中間越適時三塁打
- 初本塁打：2023年9月26日、対千葉ロッテマリーンズ23回戦（エスコンフィールドHOKKAIDO）、6回裏に岩下大輝から右中間越2ラン
- 初盗塁：2023年10月1日、対福岡ソフトバンクホークス25回戦（福岡PayPayドーム）、3回表に二盗（投手：石川柊太、捕手：嶺井博希）

### 背番号
- 56（2021年[10] - ）